# Reprezentacja Słowenii na Mistrzostwach Europy w Wioślarstwie 2007
Reprezentacja Słowenii na Mistrzostwach Europy w Wioślarstwie 2007 liczyła 10 sportowców. Najlepszymi wynikami było 6. miejsce w czwórce bez sternika i czwórce podwójnej mężczyzn.

## Medale

### Złote medale
Brak

### Srebrne medale
Brak

### Brązowe medale
Brak

## Wyniki

### Konkurencje mężczyzn
- dwójka bez sternika (M2-): Marko Grace, Blaž Velcl – 7. miejsce
- czwórka bez sternika (M4-): Tomaž Pirih, Rok Rozman, Rok Kolander, Miha Pirih – 6. miejsce
- czwórka podwójna (M4x): Janez Zupanc, Jernej Jurše, Janez Jurše, Gašper Fistravec – 6. miejsce